# Словацкое национальное движение
Словацкое национальное движение (словац. slovenské národné obrodenie) — движение, которое привело к формированию национального самосознания словаков, и в конечном счёте, к созданию современного словацкого народа. Длилось с 1780-х до 1848 года, а некоторые историки считают, что оно продолжалось до 1867 года. Словакия в этот период являлась неотъемлемой частью Венгерского королевства. Толчком, в частности, стали реформы Иосифа II в 1780-х годах и массовость просвещения. Протекало совместно с чешским национальным движением и было направлено против германизации и мадьяризации.

## Этапы

### Первый этап
Протекал с начала 18-го века и до 1820 года. Первым импульсом стали реформы императора Иосифа II.
В это время наиболее образованные словаки пытались создать литературную норму словацкого языка.
Вопрос создания литературной нормы разделил словацкое общество на две группы, каждая из которых имела свою собственную точку зрения относительно письменного языка для словаков — протестантов и католиков-бернолаковцев.
Взгляд католиков-протестантов — словаки должны использовать чешский литературный язык (в его архаичной форме, на котором была написана «Кралицкая Библия»).
Бернолаковцы группировались вокруг католического священника Антона Бернолака, который утверждал, что словацкий является самостоятельным западнославянским языком, и предлагал создать литературную норму на основе родной словацкой речи. Основой бернолаковского варианта словацкого литературного языка стали прежде всего западнословацкие диалектные черты.

### Второй этап
Вторая фаза длилась с 1820-х и до 1830 года. В это время началось реальное «пробуждение» словаков.
А также сформировалось два новых течения:
Сторонники первого придерживались идеи словакизации чешского, во главе этой группы стояли Ян Коллар и Павел Йозеф Шафарик. Они предложили общую литературную норму для чехов и словаков — чешско-словацкий язык.
Сторонников второго течения возглавляли Ян Голлы и Мартин Гамульяк.

### Третий этап
Третья фаза национального движения длилась с 1830 по 1848 годы.
В это время основные массы сторонников движения собираются вокруг Людовита Штура, который предлагал кодифицировать литературную норму для словаков на основе родной речи.
В 1843 году было принято окончательное решение о кодификации словацкого литературного языка на основе среднесловацкого интердиалекта — штуровского литературного стандарта. В это время одним из центров движения стал город Липтовски-Микулаш. Хотя словакам удалось добиться немалых успехов в развитии своего языка, мадьяризация представляла для них серьёзную угрозу до создания Чехословакии.